# 레이튼 교수와 증기의 신세계
《레이튼 교수와 증기의 신세계》는 레벨 파이브가 개발하고 배급한 퍼즐 어드벤처 게임이다. 《레이튼 교수》 시리즈 작품으로 닌텐도 스위치 및 스위치 2로 발매됐다.

## 개발
《증기의 신세계》는 2023년 2월 8일자 닌텐도 다이렉트에서 닌텐도 스위치용 게임으로서 처음 공개됐다. 발매일은 밝히지 않았다.

### 내용주
1. ↑  일본어: レイトン教授と蒸気の新世界, 영어: Professor Layton and the New World of Steam

### 참조주
1. ↑  Northup, Travis (2023년 2월 8일). “A New Professor Layton Game Is Coming to Nintendo Switch”. 《IGN》 (영어). 2024년 5월 5일에 확인함.
2. ↑  Reyes, Jess (2023년 2월 13일). “Everything we know about 'Professor Layton and The New World of Steam'”. 《Inverse》 (영어). 2024년 5월 5일에 확인함.